# Aiadava
Aiadava (Aiadaba o Aeadaba, en griego: Αἰάδαβα:) fue una ciudad dacia en la región Remesiana, actual Bela Palanka, Serbia.
Después de que los romanos conquistaran Mesia en el 75 a. C., el nuevo castrum (dominio imperial con propiedades) y municipium fue conocida inicialmente como Ulpianorum y entonces Remesiana (Moesi), en la Vía Militaris, entre Naissus y Serdica.
El emperador Justiniano (527–565) tuvo baluartes en el distrito de Remesiana:
| Brittura Subaras Lamponiana Stronges Dalmatas Primiana Phrerraria Topera Tomes Cuas Tzertzenutzas Stens Aeadaba Destreba Pretzouries Cumudeba Deurias Lutzolo Rhepordenes Spelonca Scumbro Briparo Tulcoburgo Longiana Lupophantana Dardapara Burdomina Grinciapana Graecus Drasimarca |

El santo patrón de Rumania, Nicetas de Remesiana, fue un obispo del siglo IV en Remesiana, de posible origen dacio.

Las excavaciones incluyen castrum bien preservados datados del siglo IV, un ajuar de 260 monedas acuñado durante los reinados de Constantino I, Teodosio I y Tiberio.

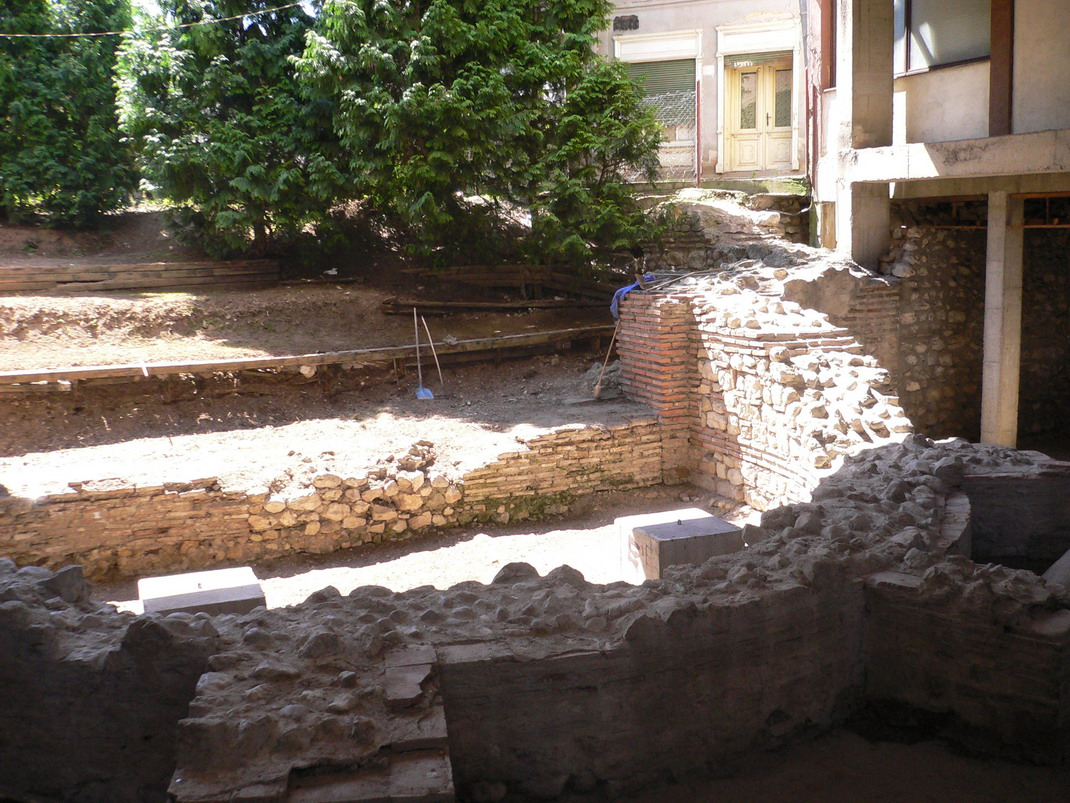
Ábside de basílica debajo excavación en Remesiana. La basílica está encontrada bajo edificio residencial moderno.
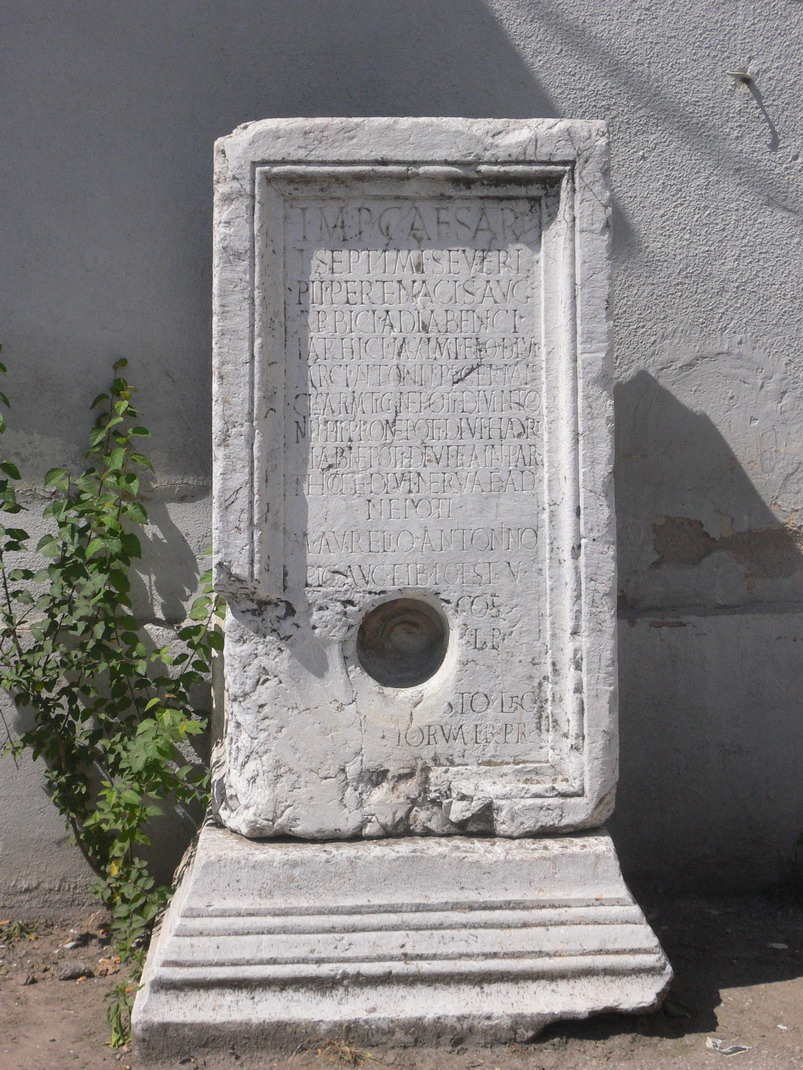
Siglo III Septimius Severus monumento en Bela Palanka.